# Catedral de la Inmaculada Concepción (Apia)
La Catedral de la Inmaculada Concepción también llamada Catedral de Apia o Catedral Mulivai (en inglés: Mulivai Cathedral of the Immaculate Conception) es el nombre que recibe un edificio religioso afiliado a la Iglesia católica que se encuentra en Apia la capital de Samoa un país en Oceanía. El templo sufrió daños en el terremoto de 2009 por lo que ha sido sometida a un proceso de restauración y ampliación.
La congregación sigue el rito romano o latino y es la iglesia madre de la arquidiócesis de Samoa-Apia (Archidioecesis Samoa-Apiana. Puleaga localmente conocida como Fa'aAkiepikopo Samoa-Apia) que fue creada en 1966 por el papa Pablo VI mediante la bula "Prophetarum voces".
La nueva catedral de Apia fue abierta al público el 2 de junio de 2014, después de tres años de reparaciones, con la presencia del arzobispo Martin Krebs, nuncio apostólico en Nueva Zelanda. Las iglesia fue reconstruida en el sitio de la catedral original que data de 1857 .
En 1852, William Pritchard vendió al obispo Bataillon un terreno en Mulivai, cerca de tres cuartas partes de un acre, y su hermano Jacques comenzó allí la construcción de una iglesia y una casa parroquial. La iglesia estaba de pie en el mismo sitio de la actual, mientras que la residencia estaba cerca de Mulivai. La primera piedra fue bendecida por el obispo el 8 de diciembre de 1852, pero los trabajos fueron interrumpidos por las epidemias, y un huracán en 1854, que destruyeron ocho barcos y causaron grandes daños a las plantaciones lo resultó en problemas en el suministro de alimentos. Por lo que sólo en 1857, se completó la iglesia original.

## Véase también

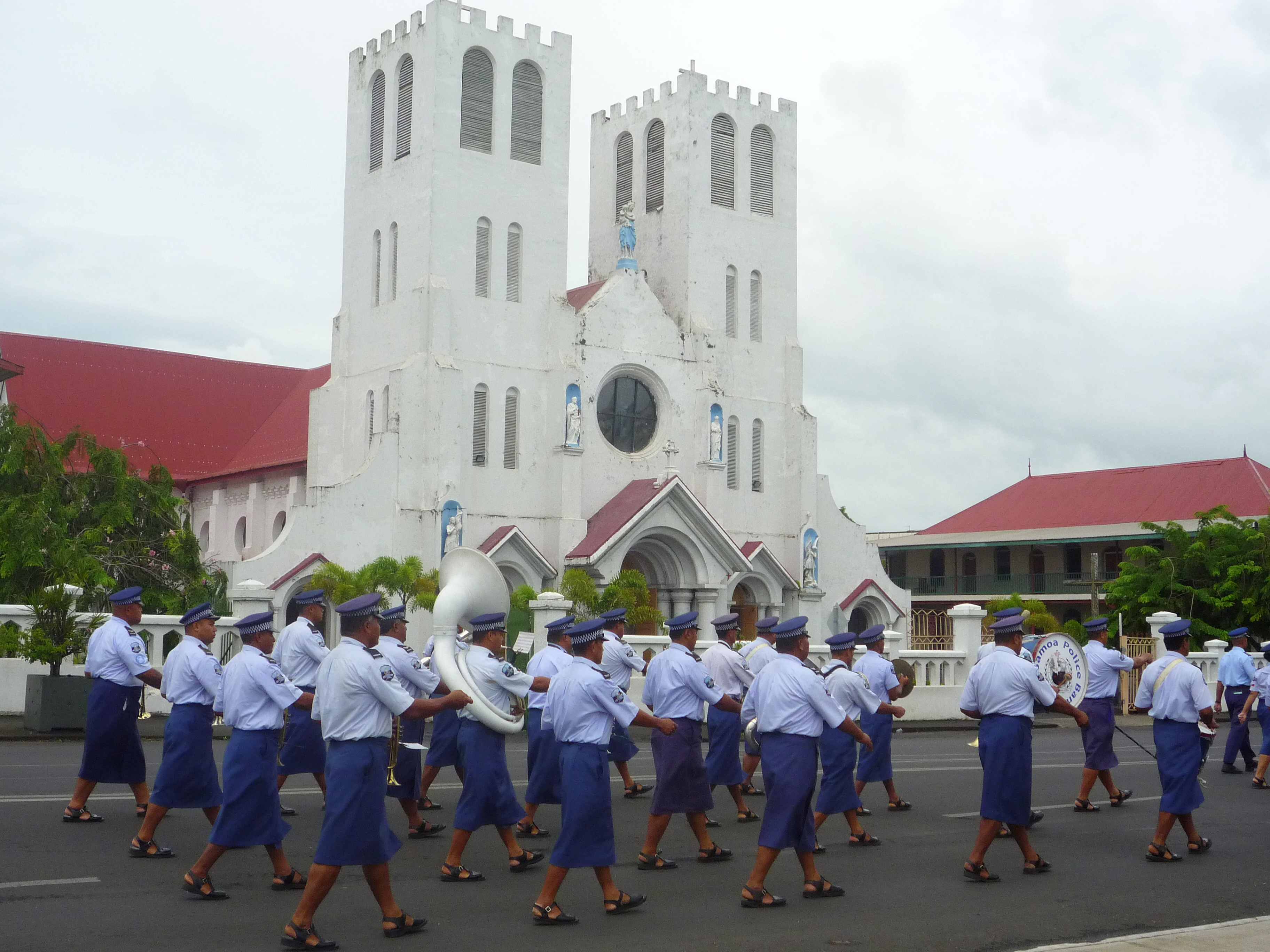
La Banda de la Policía de Samoa frente a la Catedral